# Пятраускас, Йонас Юозович
Йонас Юозович Пятраускас (род. 18 мая 1979, Минск) — белорусский футболист, тренер.

## Карьера
Воспитанник минской школы «Смена». Первый тренер — Сергей Владимирович Полещук.
В высшей лиге чемпионата Беларуси выступал за клубы БАТЭ, «Дарида» и «Минск». Провёл один матч за молодёжную сборную Беларуси.
Завершил карьеру игрока во второй команде «горожан» в качестве играющего тренера. В октябре 2012 года назначен старшим тренером, а в начале 2015 года — главным тренером женской команды «Минска».

## Достижения
БАТЭ
- Чемпион Беларуси: 1999

«Минск»
- Бронзовый призёр чемпионата Беларуси: 2010